# انتشارات نیلا
انتشارات نیلا یکی از ناشران ایرانی است که با گرایش تخصصی هنر و ادبیات فعالیت می‌کند. این مؤسسه در آبان ۱۳۷۶ تأسیس شده و بیشترین آثار منتشرشده‌اش به قلمروهای هنرهای نمایشی به‌ویژه تئاتر، و سپس به ادبیات داستانی (داستان و رمان)، تعلق دارند، و آثاری از قلمروهای «شعر» و «فرهنگ و اندیشه» نیز در مرتبه‌های بعدی قرار می‌گیرند.
انتشارات نیلا به جز کتاب‌های معمول خود، از ۱۳۸۱ انتشار دو مجموعهٔ تازه را نیز آغاز کرد: مجموعهٔ «کتاب کوچک» شامل آثاری کم‌حجم و ارزان (با قیمت یکسان)، در زمینه‌های داستان کوتاه، نمایشنامهٔ کوتاه و شعر؛ و نیز مجموعهٔ «دفترهای نیلا» (در قالب جُنگ‌های موضوعی، همچون «دفترهای تئاتر»، «دفترهای شعر»، «دفترهای داستان» و «دفترهای اندیشه»).

## دفترهای تآتر
دفترهای تئاتر شناخته‌ترین نشریهٔ ادواریِ انتشاراتِ نیلاست که تا سالِ ۱۴۰۲ هفده شماره‌اش منتشر شد.

## جایزه‌ها
- ناشر برگزیده سال در روز جهانی تئاتر، ۱۳۷۹
- تیاتر قرن سیزدهم، نوشته حمید امجد، برنده جایزه بهترین پژوهش تئاتری سال در روز جهانی تئاتر، ۱۳۷۹
- کپنهاگ، نوشته مایکل فرین، برگردانِ حمید احیاء (برنده جایزه اول بهترین ترجمه نمایشی به انتخاب کانون نمایشنامه‌نویسان ایران، ۱۳۸۷)
- زیرکی، نوشته مارگرت ادسن، برگردانِ رحیم قاسمیان (برنده جایزه دوم بهترین ترجمه نمایشی به انتخاب کانون نمایشنامه‌نویسان ایران، ۱۳۸۷)
- پاتوق اسماعیل آقا،[۵] نوشته حمید امجد[۶](برنده جایزه بهترین نمایشنامه به انتخاب کانون نمایشنامه‌نویسان ایران، ۱۳۸۷ و جایزه روزی روزگاری به‌عنوان بهترین نمایشنامه ۱۳۸۸)
- ناشر برگزیده اردیبهشت تئاتر ایران ۱۳۸۹[۷]
- پینوکیا، نوشته استفانو بننی، برگردان سارا شهسوار حقیقی (برنده جایزه دوم بهترین ترجمه نمایشی به انتخاب کانون نمایشنامه‌نویسان ایران، ۱۳۹۰)[۸]
- ناشر برگزیده اردیبهشت تئاتر ایران ۱۳۹۳
- تجلیل از حمید امجد (سرویراستار نیلا) به پاس یک عمر تلاش در حوزهٔ نشر کتاب‌های تئاتری (خانه کتاب، ۲۴ آبان ۱۳۹۴)
- سه خواهر و دیگران، نوشته حمید امجد (برنده جایزه اول بهترین نمایشنامه اقتباسی در سومین دوره جایزه محمود استادمحمد، ۱۳۹۵)
- اسب‌ها؛ سال ۵۹ هجری شمسی، نوشته محمد رحمانیان (برنده جایزه اول بهترین نمایشنامه غیراقتباسی در سومین دوره جایزه محمود استادمحمد، ۱۳۹۵)
- ناشر برگزیده تئاتر به انتخاب انجمن نویسندگان، منتقدان و پژوهشگران تئاتر ایران ۱۳۹۷
- گردآوری سری کامل نمایشنامه‌های یون فوسه ترجمه توسط محمد حامد به فارسی.[۹]
- کتاب بیدارخواب نوشته فتانه تمبرچی مشتمل بر هفت داستان کوتاه توسط انتشارات نیلا به سال۱۳۸۹ به چاپ رسیده‌است.[۱۰]